# زری خوشکام
زری خوشکام (۱۵ اردیبهشت ۱۳۲۶ – ۲۸ اردیبهشت ۱۴۰۳) که با نام زهرا حاتمی نیز در محافل سینمایی شناخته می‌شد، بازیگر ایرانی بود. او همسر فیلم‌ساز علی حاتمی و مادر لیلا حاتمی بود.
بیشتر کارهای سینمایی او به دو سال آغازین فعالیت در سینمای ایران در سال‌های ۱۳۵۰ و ۱۳۵۱ بازمی‌گردد. در این سال‌ها او گرچه در فیلم‌هایی همچون آدمک ساختهٔ خسرو هریتاش، تپلی ساختهٔ رضا میرلوحی و خواستگار ساختهٔ علی حاتمی ایفای نقش کرد؛ اما با توجه به شرایط سینمای ایران، معرف شخصیت‌هایی بی‌پروا و اغواگر بود. کاراکتر سینمایی او پس از ازدواج با حاتمی دگرگون و از آن پس حضور او در سینما کمرنگ شد. پس از انقلاب ۱۳۵۷ او ۳۰ سال ممنوع‌کار شد و سپس با نام زهرا حاتمی تنها در آثار محدودی حاضر شد که به نوعی با همسر و خانواده او در ارتباط بودند. زری خوشکام یک روز پس از درگذشت در ۲۹ اردیبهشت ۱۴۰۳ در قطعه هنرمندان بهشت زهرا کنار علی حاتمی به خاک سپرده شد.

## آغاز زندگی
زری خوشکام در ۱۵ اردیبهشت ۱۳۲۶ در اصفهان زاده شد. او تحصیلات خود را در تهران و لندن گذراند و یک دوره چهارساله رقص باله را نیز در سازمان باله ملی ایران به پایان رساند. علاقهٔ او نسبت به کارهای هنری نخست پای او را به رقص باز کرد و پس از آن در سال ۱۳۵۰ جذب سینما شد.

## ورود به سینما
شروع فعالیت سینمایی وی با فیلم آدمک ساخته خسرو هریتاش بود؛ اما با فیلم کلبه‌ای آن سوی رودخانه به کارگردانی و فیلمبرداری احمد شیرازی و تهیه‌کنندگی محمدعلی جعفری به سینما معرفی شد. در این فیلم که در سال ۱۳۵۰ ساخته و اکران شد، زری نقش دختری به نام فرانک را ایفا می‌کرد که پس از جدایی از پسر محبوبش، بیژن، توسط یک رانندهٔ کامیون به نام حسین گابی به زندگی بازگردانده می‌شد. نقش مردهای مقابل او را در این فیلم ناصر ملک‌مطیعی و همایون بهادران ایفا می‌کردند. شرکت وی در این فیلم و درخشش او که با صحنه‌های برهنه‌اش هم بی‌ارتباط نبود، توجه بسیاری از سینماگران ایرانی را به سمت او جلب کرد. در واقع استعداد او در بازیگری (که بعدها منتقدینی چون علیرضا نوری‌زاده او را از با استعدادترین بازیگران زن سینمای ایران خواندند) در کنار زیبایی و بی‌پروایی در پذیرش نقش‌های برهنگی و سکسی، انبوه پیشنهادها را برای بازی در فیلم‌های فارسی به سوی او روانه کرد. بدین ترتیب در همان نخستین سال‌های فعالیت در سینما علاوه بر شرکت در شمار زیادی از فیلم‌های بازی در برابر اغلب ستارگان مرد و جوان اول‌های فیلمفارسی را تجربه کرد. از جمله بازی نقش‌های مقابل ناصر ملک‌مطیعی در فیلم کلبه‌ای آنسوی رودخانه، محمدعلی فردین و ایرج رستمی در فیلم مرد هزار لبخند ساخته سیامک یاسمی در ۱۳۵۰ بهروز وثوقی و بهمن مفید در رشید ساخته پرویز نوری در ۱۳۵۰، سعید راد و محمدعلی جعفری در فیلم الکلی ساخته محمدعلی جعفری در ۱۳۵۰، و ایرج قادری در فیلم توبه ساخته اسماعیل پورسعید در ۱۳۵۱ بود. وی در این سال‌ها همچنین در فیلم‌های هنری متفاوت و موسوم به موج نوی سینمای ایران نظیر آدمک ساخته خسرو هریتاش در ۱۳۵۰، تپلی ساخته رضا میرلوحی در ۱۳۵۱ بر پایهٔ موش‌ها و آدم‌ها نوشته جان اشتاینبک، و خواستگار ساخته علی حاتمی در ۱۳۵۱ نیز ظاهر شد.

## ازدواج با علی حاتمی
خوشکام در آبان ۱۳۵۰ با علی حاتمی ازدواج کرد. پس از این ازدواج، برای نزدیک به سه ماه رسانه‌ها خبری از زری خوشکام و علی حاتمی نداشتند تا اینکه در بهمن ۱۳۵۰ علی حاتمی طی مصاحبه‌ای با مجلهٔ اطلاعات هفتگی (شماره ۱۵۷۲) خبر ازدواج خویش با زری خوشکام را تأیید کرد.
حاتمی در این گفتگوی تلفنی به خبرنگار اطلاعات هفتگی گفت:
«سکوت سه‌ماههٔ من به‌خاطر ازدواج با زری است که از این پس در کارهایم شریک خواهد بود. به‌زودی کارم را شروع می‌کنم و کارهای جدیدم از این پس، از فرم فانتزی بیرون خواهد بود و سناریوهایی را که نوشته‌ام بر روال تازه می‌باشد که باز در سینمای فارسی کار تازه‌ای خواهد بود…»
وی همچنین تلویحاً از تغییر رویهٔ زری خوشکام و دوری او از نقش‌هایی شبیه نقش‌های گذشته‌اش خبر داد و گفت:
«... در فیلم‌های جدیدم زری نقش ستاره زن را به عهده خواهد داشت و کاراکتر او از این پس با گذشته‌اش فرق می‌کند. تهیه فیلم جدیدم که «خواستگار» نام دارد، از چند روز پیش شروع کرده‌ام. نیمی از سرمایه این فیلم به عهده من است و زری هم نقش اول آن را به عهده دارد…»
زری خوشکام پس از تولد تنها فرزندشان لیلا حاتمی در ۹ مهر ۱۳۵۱ عملاً از سینما کنار کشید و تا پیش از انقلاب تنها در نقش عزت‌الدوله همسر امیرکبیر در مجموعه تلویزیونی سلطان صاحبقران (۱۳۵۴) به کارگردانی همسرش ظاهر شد.

## پس از انقلاب
پس از انقلاب ۱۳۵۷ زری خوشکام با توجه به شرایط کشور به ناچار هویت تازه‌ای را برای خود برگزید و بدین ترتیب با توجه به نام خانوادگی همسرش نامش را به زهرا حاتمی تغییر داد. در همین ارتباط بصیر نصیبی در مقاله‌ای پیرامون تأثیرات انقلاب اسلامی بر زندگی هنرپیشگان زن قبل از انقلاب در ۲۹ آبان ۱۳۸۵ در زاربروکن آلمان و در حاشیهٔ گفتگوی شهره آغداشلو با بی‌بی‌سی نوشت:
«... انقلاب باعث شد که زنان هنرپیشه اگر شوهر داشتند زیر نام همسرشان مخفی شوند و مثلاً زری خوشکام بازیگر بی پروای سینمای حرفه‌ای ایران، به خانم زهرا حاتمی ی خانه‌دار مبدل شود، تا کمیته‌ها دست از سرش برداشتند!...»
بازی در برخی قسمت‌های مجموعه تلویزیونی هزاردستان از معدود بازی‌های او در سال‌های بعد از انقلاب بود. در این سریال وی نقش «آمینه اقدس» عروس نورچشمی «خان مظفر» (با بازی عزت‌الله انتظامی) را ایفا کرد که خان مظفر برای پیدا کردن قطعه‌ای از جواهرات گمشدهٔ او زمین و زمان را به هم می‌دوزد. اما بخش‌هایی از بازی او به هنگام پخش حذف شدند و در نهایت هم‌زمان با موج ممنوعیت کار بازیگران پیش از انقلاب، به صورت رسمی ممنوع‌الکار شد. به گفته او در میانه ساخت شهرک سینمایی و تولید سریال هزاردستان ناگهان از شبکه ۱ نامه‌ای به دست علی حاتمی رسید که از ممنوع‌بودن‌الکاری زری خوشکام خبر می‌داد. در سال ۱۳۷۸ واروژ کریم‌مسیحی با مونتاژ دوباره قسمت‌هایی از سریال هزاردستان فیلمی به نام طهران روزگار نو پدید آورد که بازی زهرا حاتمی را هم دربر می‌گرفت.
البته قرار بر این بود که زری خوشکام (زهرا حاتمی) باز هم در ساخته‌های همسرش ظاهر شود. اما علی حاتمی در آذر ۱۳۷۵ بر اثر سرطان درگذشت. در همین سال دختر آنها لیلا حاتمی که پس از ایفای نقش‌های کوتاه در فیلم‌های پدرش برای تحصیلات عالی به لوزان سوئیس رفته بود به خاطر بیماری پدر به ایران بازگشت و ضمن بازی در فیلم لیلا ساختهٔ داریوش مهرجویی، با هنرپیشهٔ مقابل خود در این فیلم، یعنی علی مصفا ازدواج کرد.
در سال ۱۳۷۶ پس از اینکه ساخت فیلم جهان پهلوان تختی به دلیل مرگ علی حاتمی ناتمام ماند، بهروز افخمی با کسب اجازه از زری خوشکام ساخت آن را بر عهده گرفت و در مدت کوتاهی فیلمی ساخت که خود زری خوشکام نیز در صحنه‌هایی از آن ظاهر شد. عده‌ای از منتقدان این فیلم را یک همشهری کین ایرانی به‌شمار آوردند. ایفای نقش افتخاری و کوتاه زری خوشکام با عنوان زهرا حاتمی در آن، اولین حضور او در یک فیلم سینمائی بعد از انقلاب و در نقش خودش محسوب می‌شد. در این فیلم برخی دیگر از دوستان و نزدیکان و همکاران علی حاتمی همچون محمود کلاری نیز به صورت افتخاری حضور داشتند. علاوه بر همکاری با بهروز افخمی، زری خوشکام در این سال‌ها با کارگردانان دیگری نیز به صورت افتخاری همکاری‌هایی داشت که از آن جمله باید به فیلم سینمایی عشق+۲ ساخته رضا کریمی که در تیتراژ آن از زهرا حاتمی تشکر شده است، اشاره کرد.
پس از گذشت سال‌ها نخستین تجربهٔ جدی زری خوشکام در سینمای بعد از انقلاب که باز هم با عنوان زهرا حاتمی صورت گرفت، بازی در فیلم سینمائی سیمای زنی در دوردست به کارگردانی علی مصفا در سال ۱۳۸۲ بود، که به داستان زندگی مرد مهندس پا به سن گذاشته‌ای که از همسر و پسرش جدا شده و تنها زندگی می‌کرد، می‌پرداخت. زری خوشکام در آن فیلم نقش خوانندهٔ افغان به نام خورشید را بر عهده داشت.
به جز این قبیل فعالیت‌ها، در سال‌های پایانی چندین بار نام زهرا حاتمی به دلایل دیگر نیز از مطبوعات و رسانه‌ها شنیده می‌شد. از جمله در سال ۱۳۸۶ هنگامی که محمدمهدی دادگو تهیه‌کنندهٔ سینما اعلام کرد که قصد دارد با تدوین دوباره بخش‌هایی از سریال سلطان صاحبقران، دو فیلم مستقل با عنوان امیرکبیر و میرزارضای کرمانی از آن پدید بیاورد. زهرا حاتمی در واکنش مخالفت خود را با چنین اقدامی اعلام نمود. همچنین در همین سال هنگامی که سینما نیاگارای تهران در آتش سوخت نام زهرا حاتمی به‌عنوان مالک اصلی این سینما بارها به گوش رسید.

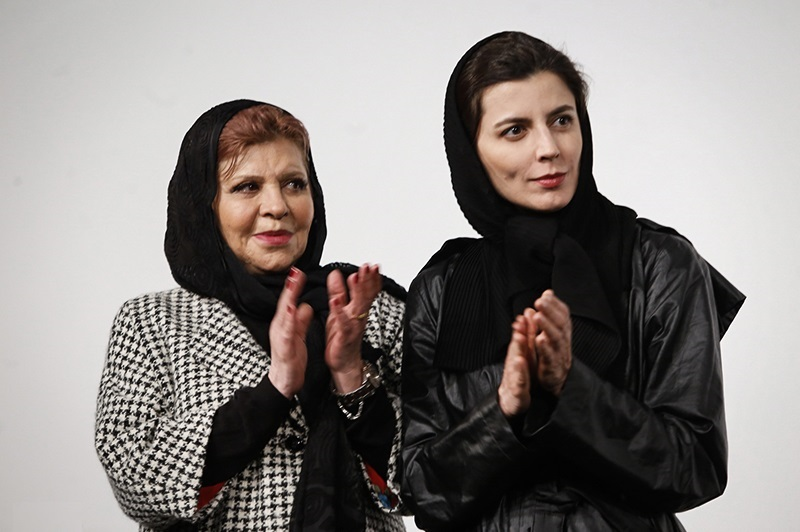
خوشکام همراه با دخترش، لیلا حاتمی در نشست نقد و بررسی فیلم سینمایی در دنیای تو ساعت چند است؟، ۱۳۹۳

زری خوشکام در سال ۱۳۸۷ نیز در دومین جشن انجمن منتقدان و نویسندگان، جایزهٔ علی حاتمی را به‌عنوان بهترین فیلمنامه‌نویس ۳۰ سال سینمای پس از انقلاب ایران دریافت کرد.
زری خوشکام در سال ۱۳۹۴ در فیلم در دنیای تو ساعت چند است؟ ساخته بلند صفی یزدانیان بازی کرد. سپس در سال ۱۳۹۵ در کنار امین حیایی در فیلم شعله‌ور ساخته حمید نعمت‌الله بود. واپسین حضور او در سال ۱۳۹۹ در فیلم طلاخون بود.

## درگذشت
خوشکام در ۲۸ اردیبهشت ۱۴۰۳ درگذشت. مراسم خاکسپاری او در ۲۹ اردیبهشت در قطعه هنرمندان بهشت زهرا برگزار شد.

## فیلم‌شناسی

### سینمایی
- آدمک (۱۳۵۰)
- کلبه‌ای آن‌سوی رودخانه (۱۳۵۰)
- الکلی (۱۳۵۰)
- رشید (۱۳۵۰)
- مرد هزار لبخند (۱۳۵۰)
- توبه (۱۳۵۱)
- تپلی (۱۳۵۱)
- خواستگار (۱۳۵۱)
- جهان پهلوان تختی (۱۳۷۶)
- تهران روزگار نو (۱۳۷۸)
- سیمای زنی در دوردست (۱۳۸۲)
- در دنیای تو ساعت چند است؟ (۱۳۹۳)
- شعله‌ور (۱۳۹۵)
- طلاخون (۱۳۹۹)[۱۷]

### مجموعه‌های تلویزیونی
- سلطان صاحبقران (۱۳۵۴)
- هزاردستان (۱۳۶۶–۱۳۵۸)